# بازار كرمانشاه
بازار كرمانشاه هي بازار تاريخية تعود إلى عصر القاجاريون، وتقع في كرمانشاه.